# Walid Fayyad
Walid Fayyad (auch Walid Fayad, arabisch وليد فياض, DMG Walīd Fayyāḍ; * um 1970) ist ein libanesischer Manager. Seit September 2021 ist er Energieminister in der Regierung Nadschib Miqati.
Fayyad, der aus dem Distrikt Koura im Nordlibanon stammt, wurde am Massachusetts Institute of Technology promoviert, wo er die Zuverlässigkeit von Mikrochips untersuchte. In seiner beruflichen Laufbahn war er als langjähriger Energie- und Versorgungsberater bei Booz Allen Hamilton, McKinsey & Company, Booz and Company und Partners in Performance tätig. Seit 2019 war Fayyad auch im Beirat von Kyle Partners mit Sitz in Beirut. Fayad gehört der orthodoxen Bevölkerungsgruppe an.